# Dystovomita
Dystovomita és un gènere amb quatre espècies de plantes fanerògames pertanyent a la família Clusiaceae.